# کونون ساموسی
کونون ساموسی هندسه‌دان و منجم یونانی بود که در جوانی، پیش از ارشمیدس درگذشت.
او هفت کتاب دربارهٴ نجوم نوشت که حاوی مشاهدات نجومی کلدانی دربارهٴ کسوف و خسوف است. وی بدین‌سان راه را برای هیپارخوس هموار ساخت.
او از مشاهداتش در ایتالیای جنوبی و سیسیل تقویمی تدوین کرد که طلوع و غروب ثوابت و پیش‌بینی‌های جوی در آن ارائه شده بود. او در مقاطع مخروطی نیز مطالعاتی داشت. کتاب چهارم مخروطات آپولونیوس براساس کار کونون تألیف شده است.
کونون یکی از صور فلکی، یعنی ذوائب برنیس (گیسوان برنیکه) را به افتخار همسر بطلیموس سوم، ملقب به اورگتس (نیکوکار)، موسوم ساخت بطلمیوس سوم از ۲۴۷ تا ۲۲۲ قبل از میلاد سلطنت می‌نمود.